# Antarchaea duplicalis
Antarchaea duplicalis là một loài bướm đêm trong họ Noctuidae.